# Aldeamayor de San Martín
Aldeamayor de San Martín ist ein Ort und eine spanische Gemeinde mit 6.163 Einwohnern (Stand: 2024) in der Provinz Valladolid der Region Kastilien-León.

## Lage
Der Ort Aldeamayor de San Martín liegt in der Iberischen Meseta knapp 20 km (Fahrtstrecke) südöstlich von Valladolid bzw. gut 100 km nördlich von Ávila in einer Höhe von ca. 705 m ü. d. M. Das Klima im Winter ist kalt aber nur selten frostig, im Sommer dagegen warm bis heiß; der spärliche Regen (ca. 400 mm/Jahr) fällt verteilt übers ganze Jahr.

## Bevölkerungsentwicklung
| Jahr      | 1857 | 1900 | 1950  | 2000  | 2014  |
| Einwohner | -    | 951  | 1.218 | 1.436 | 4.891 |

Der kontinuierliche Bevölkerungsanstieg seit den 1980er Jahren ist im Wesentlichen auf die Nähe zur Großstadt Valladolid und die Ausweisung neuer Siedlungsgebiete (z. B. Aldeamayor Golf und Urbanización El Soto) zurückzuführen.

## Wirtschaft
Die Einwohner lebten jahrhundertelang hauptsächlich als Selbstversorger von der Landwirtschaft, zu der auch ein wenig Viehzucht (Schafe, Ziegen, Hühner) und in geringem Umfang auch der Weinbau gehörte. Erwirtschaftete Überschüsse konnten auf den Märkten von Valladolid verkauft werden.

## Geschichte
Bereits im 10. Jahrhundert eroberten vereinigte leonesisch-kastilische Heere unter der Führung des kastilischen Grafen Fernán González die entvölkerten Flächen südlich des Duero, doch machte der maurische Heerführer Almansor Ende des 10. Jahrhunderts die Erfolge wieder zunichte. Nach der endgültigen Rückeroberung (reconquista) durch Alfons VI. im ausgehenden 11. Jahrhundert wurde das nahezu menschenleere Gebiet neu besiedelt; Aldeamayor de San Martín gehörte zum Königreich León. Nach vorangegangenen Versuchen vereinigte sich León im Jahr 1230 endgültig mit dem Königreich Kastilien. Seine Blütezeit erlebte der Ort im ausgehenden Mittelalter und in der frühen Neuzeit. Im Jahr 1776 erhielt die aus sieben Dörfern bestehende Gemeinde von Karl III. die Stadtrechte.

## Sehenswürdigkeiten

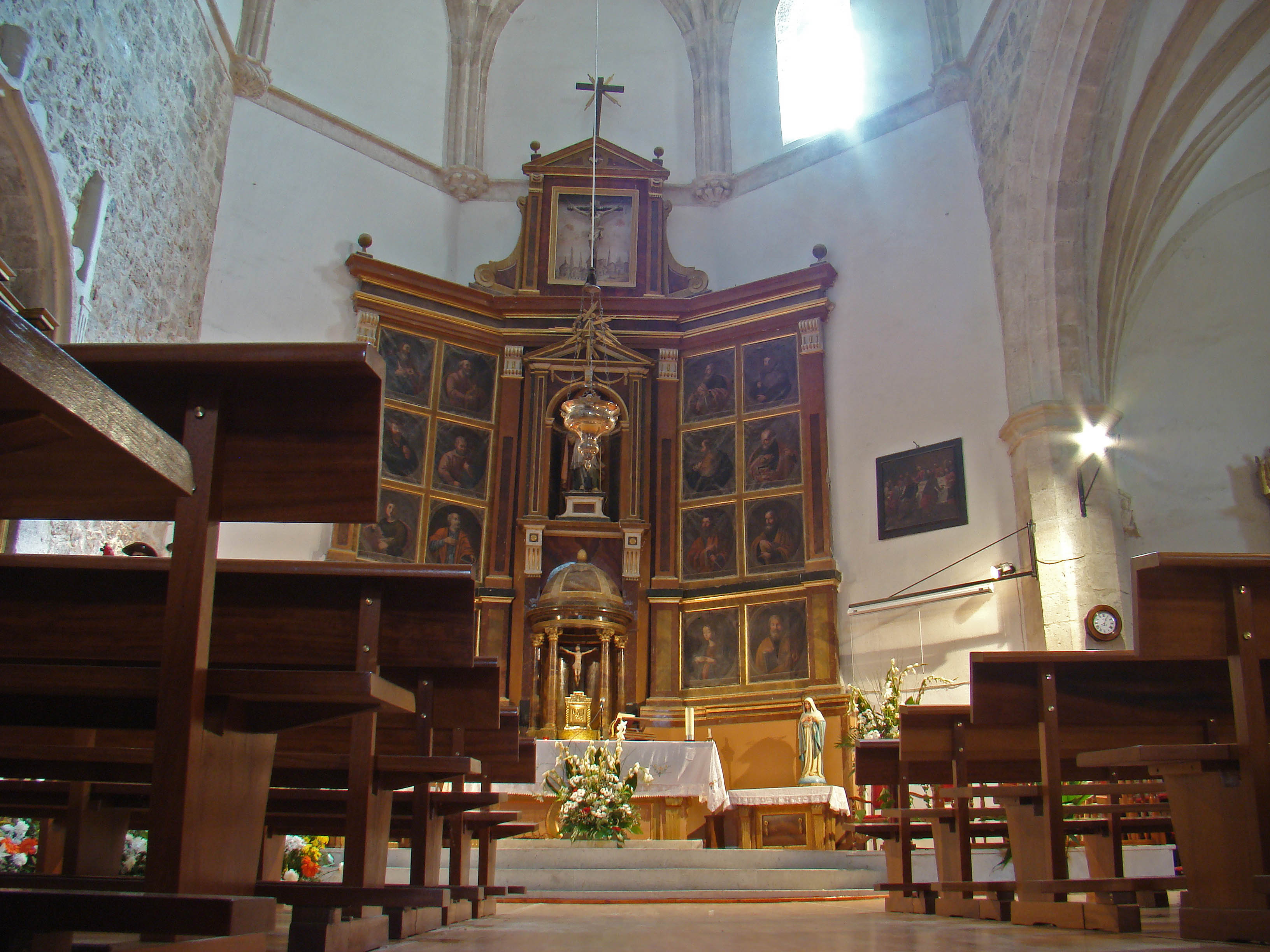
Iglesia de San Martín

- Die zweischiffige und flächenmäßig vergleichsweise geräumige Iglesia de San Martín entstand in der Zeit vom 15. bis zum 17. Jahrhundert. Im 15. Jahrhundert wurden die Apsis und eine Seitenkapelle errichtet; im 16. Jahrhundert begann man mit dem Bau des Kirchenschiffes, doch zogen sich die Arbeiten unter der Leitung verschiedener Architekten bis ins 17. Jahrhundert hinein hin, so dass auf der Südseite ein zweites Schiff gebaut werden konnte. Der Hauptaltar mit seiner traditionellen Feldereinteilung mit Gemälden ist ein Werk des frühen 16. Jahrhunderts; die Altarretabel an den Wänden des Kirchenschiffs sind dagegen barock. Zur Ausstattung gehören mehrere Heiligenfiguren aus dem 17. und 18. und ein Kruzifixus aus dem 16. Jahrhundert.[6]
- Die Ermita de San Roque steht unweit des nördlichen Ortsrandes in einem großen ummauerten Hof mit einem barocken Brunnen. Alljährlich finden Prozessionen statt.[7]

Umgebung
- Die schlichte Kirche der Ermita de Nuestra Señora de Compasco befindet sich in einem Kiefernwäldchen ca. 4 km nordöstlich des Ortes. Die steinerne Einfassungsmauer und einige kleine Nebengebäude sind noch erhalten.[8]